# Akira Tsuchikawa
Akira Tsuchikawa (土川 啓, Tsuchikawa Akira) est un astronome amateur japonais.

## Biographie
Le Centre des planètes mineures le crédite de la découverte de quatre astéroïdes entre 1994 et 1999, dont une collaboration avec Osamu Muramatsu.
| (20625) Noto           | 9 octobre 1999  |
| (49702) Koikeda        | 4 novembre 1999 |
| (73782) Yanagida       | 14 octobre 1994 |
| (91890) Kiriko Matsuri | 4 novembre 1999 |